# Johannes Weißenfeld
Johannes Weißenfeld (Herdecke, 19 agosto 1994) è un canottiere tedesco, vice-campione olimpico nell'otto a Tokyo 2020.

## Biografia
La sua squadra di club è il RC Westfalen Herdecke.
Si è laureato campione iridato nell'otto per tre edizioni consecutive dei mondiali (Sarasota 2017, Plovdiv 2018 e Ottensheim 2019) e campione continentale per quattro edizioni degli europei (Račice 2017, Glasgow 2018 e Lucerna 2019, Poznań 2020).
Ha rappresentato la Germania ai Giochi olimpici estivi di Tokyo 2020, dove ha vinto la medaglia d'argento nell'otto con i connazionali Laurits Follert, Olaf Roggensack, Torben Johannesen, Jakob Schneider, Malte Jakschik, Richard Schmidt, Hannes Ocik e Martin Sauer.

## Palmarès
- Giochi olimpici estivi

Tokyo 2020: oro nell'otto;
- Mondiali

Sarasota 2017: oro nell'otto;
Plovdiv 2018: oro nell'otto;
Ottensheim 2019: oro nell'otto;
- Europei

Račice 2017: oro nell'otto;
Glasgow 2018: oro nell'otto;
Lucerna 2019: oro nell'otto;
Poznań 2020: oro nell'otto;